# 加藤久雄
加藤 久雄（かとう ひさお、1942年7月8日 - 2022年1月28日）は、日本の法学者、弁護士。元慶應義塾大学教授。法学博士（慶應義塾大学・1983年）。専門は、刑法・刑事政策。生命倫理や組織犯罪を中心とした刑事政策研究を行う。

## 経歴
1966年に慶應義塾大学法学部法律学科卒業、1968年同大学大学院法学研究科修士課程修了。大阪大学大学院法学研究科博士課程に進み、1971年に単位取得退学。
1973年、慶應義塾大学法学部専任講師となる。1975年から1977年まで西ドイツ・ミュンヘン大学留学。
1979年、慶應義塾大学法学部助教授、1984年に教授に就任。またこの年より1985年までミュンヘン大学講師を務める。さらに1988年にブレーメン大学、1996年にはミュンヘン大学の客員教授を歴任。1997年にはケンブリッジ大学法学部に訪問研究員として赴任した。
日本国内でも2000年に中央大学法学部（医事法）、2006年に獨協大学法学部（医事法・刑事政策担当）で講師を務めた。
2004年、第二東京弁護士会に弁護士登録。2008年に慶應義塾大学を定年退職後は、同年4月から弁護士として活動している。

## 著書

### 単著
- 『治療・改善処分の研究 -社会治療を中心として-』（慶應義塾大学出版会〈刑事法叢書〉、1981年）
- 『犯罪者処遇の理論と実践』（慶應義塾大学出版会、1984年）
- 『刑事政策学入門』（立花書房、1991年）
- 『組織犯罪の研究 -マフィア、ラ・コーザ・ノストラ、暴力団の研究-』（成文堂、1992年）
- 『暴力団』（岩波書店〈岩波ブックレット〉、1993年）
- 『ボーダーレス時代の刑事政策』（有斐閣、1995年）
- 『医事刑法入門（改訂版）』（東京法令出版、1999年）
- 『ボーダーレス時代の刑事政策（改訂版）』（有斐閣、1999年）
- 『人格障害犯罪者と社会治療 -高度に危険な犯罪者に対する刑事政策は如何にあるべきか-』（成文堂、2002年）
- 『医事刑法入門 -ポストゲノム社会における-（新訂版）』（東京法令出版、2004年）
- 『医事刑法入門 -ポストゲノム社会における-（新訂〔補正〕版）』（東京法令出版、2005年）

### 共著
- 『犯罪学二五講（増補〔版〕）』（宮沢浩一との共著、慶應義塾大学出版会、1987年）

### 編著
- 『刑事法学の潮流と展望 -大野眞義先生古稀祝賀-』（森本益之、生田勝義との共編著、世界思想社、2000年）
- 『刑事政策』（瀬川晃との共編著、青林書院〈現代青林講義〉、1998年）